# فوم الجمعة الضاحية (فم الجمعة)
فوم الجمعة الضاحية هي إحدى مشيخات المملكة المغربية، تتبع جغرافيا لإقليم أزيلال وإداريًا لفم الجمعة. يقدر عدد سكانها بـ 4160 نسمة حسب الإحصاء الرسمي للسكان والسكنى لسنة 2004.